# Praia de Angra Toldo
A Praia de Angra Toldo é uma praia do Arquipélago de São Tomé e Príncipe, localiza-se a Este da ilha de São Tomé entre a Ponta dos Morcegos e a Praia do Micondo, na foz do Rio Angra Toldo.